# مارکو بوی
مارکو بوی (ایتالیایی: Marco Bui؛ زادهٔ ۱۷ اکتبر ۱۹۷۷) دوچرخه‌سوار اهل ایتالیا است. وی در بازی‌های المپیک تابستانی ۲۰۰۰ و ۲۰۰۴ شرکت کرده است.